# Draconematidae
Draconematidae é uma família de nematóides pertencentes à ordem Desmodorida.

## Géneros
Géneros:
- Apenodraconema Allen & Noffsinger, 1978
- Bathychaetosoma Decraemer, Gourbault & Backeljau, 1997
- Cephalochaetosoma Kito, 1983